# محمد الفیتوری
محمد مفتاح الفیتوری (زاده‌ی ۲۴ نوامبر ۱۹۳۶، درگذشته ۲۴ آوریل ۲۰۱۵) شاعر، نویسنده، نمایشنامه‌نویس و سفیر اهل سودان است. او همچنین یکی از مدافعان قضایای مرتبط با امت‌های عربی نیز هست.